# オペレーション・ワルキューレ (テレビ映画)
『オペレーション・ワルキューレ』（原題: Stauffenberg）は、2004年にドイツの公共放送ARDが製作したテレビ映画（テレビドラマ）。監督はヨ・バイアー（Jo Baier）。
1944年7月20日のヒトラー暗殺未遂及び反ナチスクーデター未遂事件を、ヒトラー暗殺未遂の実行犯であるクラウス・フォン・シュタウフェンベルク大佐の視点から描く。

## ストーリー
ドイツ陸軍将校シュタウフェンベルクは、ヒトラー政権成立当初はヒトラーに対し好意的であったが、東部戦線や北アフリカ戦線を転戦するうちに、次第にヒトラーに対する不信感を募らせていった。北アフリカで移動中、イギリス空軍機の機銃掃射によって左目と右手の指全部、左手の薬指と小指を失うほどの重傷を負う。
傷は回復したが前線勤務が不可能となったシュタウフェンベルク大佐は国内予備軍の参謀長として軍務に復帰する。陸軍内部の反ヒトラー組織（黒いオーケストラ）に参加し、ヒトラー暗殺と同時にドイツ国内での大規模な騒乱鎮圧作戦「ワルキューレ作戦」を発動して政治権力をナチスから奪取するクーデターを計画する。
運命の1944年7月20日、東プロイセンにある総統大本営のひとつ、ヴォルフスシャンツェ（狼の巣）で行われる会議に出席を命じられたシュタウフェンベルク大佐は、ヒトラー暗殺のために爆弾を持ち込み、ヒトラーを爆殺しようとする。

## キャスト
- クラウス・フォン・シュタウフェンベルク - セバスチャン・コッホ
- ヘニング・フォン・トレスコウ - ウルリッヒ・トゥクール
- ヴェルナー・フォン・ヘフテン - ハーディ・クリューガーJr.（英語版）
- アドルフ・ヒトラー - ウド・シェンク（ドイツ語版）
- マルガレーテ・フォン・オーヴェン（英語版） - ステファニア・ロッカ
- ルートヴィヒ・ベック - レモ・ジローネ（英語版）
- ベルトルト・フォン・シュタウフェンベルク - クリストファー・ブッフホルツ（英語版）
- オットー・エルンスト・レーマー - Enrico Mutti - エンリコ・ムッティ（イタリア語版）
- ヨーゼフ・ゲッベルス - オッリ・ディトリッヒ（英語版）
- ニーナ・フォン・シュタウフェンベルク（ドイツ語版） - ニーナ・クンツェンドルフ（ドイツ語版）